# Mevoc Meerbeke
Mevoc Meerbeke is een Belgische volleybalclub opgericht in 1975 in Meerbeke, een deelgemeente van Ninove. Mevoc staat voor MEerbeekse VOlleybalClub.

## Geschiedenis

### Beginjaren
Mevoc Meerbeke is een club met traditie. Voor het ontstaan van de club moeten we al terug naar het begin van de jaren 70. Op warme zomeravonden kwamen een paar jongeren regelmatig samen op het Gemeenteplein van Meerbeke om een balletje te slaan. Op die manier ontdekten de jonge Meerbekenaren hoe ontspannend volley kan zijn en langzaam maar zeker ontstond het idee om samen een club op te richten.
In 1975 zag de Meerbeekse Volleybalclub het licht. Aanvankelijk verschenen er slechts twee seniorenteams aan de start van de competitie, maar algauw groeide de boreling. In 1980 haalde Meerbeke de eerste titel binnen na een zenuwslopende nekaannek race met concurrent Sint-Jan Hemelveerdegem.

### Eerste jeugdploegen
Mevoc Meerbeke hield in 1985 zijn eerste jeugdploeg boven de doopvont. In de jaren die volgden ontwikkelde het volleybal in Meerbeke zich tot een concurrent van het voetbal. Meer en meer jongens en meisjes vonden de weg naar de gemeentelijke sporthal in Ninove en bijna elk jaar trad er een extra jeugdploeg in competitieverband aan. In het seizoen ’87-’88 zorgden de meisjes scholieren voor een primeur door de eerste jeugdtitel binnen te rijven. Amper twee jaar later stapten de jongensminiemen in hun voetsporen door zich eveneens tot kampioen te kronen. Dit zou het startschot zijn van jarenlange Meerbeekse successen in de jeugdreeksen.

### Verder groeien
Ook de seniorenploegen beleefden begin jaren negentig hun eerste periode van hoogconjunctuur. Beide fanionteams slaagden erin door te stoten naar de hoogste provinciale reeks. Toen beide fanionploegen na mindere prestaties degradeerden naar tweede provinciale gooide het bestuur het roer om… De bestuursleden namen de moedige beslissing voluit de kaart van de jeugd te trekken: Mevoc zou op termijn een volley- en bewegingsschool worden. Het huidige Mevoc kreeg langzaam gestalte.
Deze visionaire beslissing zou Meerbeke geen windeieren leggen. Daar waar andere plaatselijke clubs het steeds moeilijker kregen om het hoofd boven water te houden bloeide het Meerbeekse volleybal. Het label van kwaliteit en gezelligheid trok veel jongeren aan en het ledenaantal groeide stelselmatig. Het palmares van de jeugdploegen kreeg stilaan indrukwekkende proporties

### Fusie met Vokajap
In ‘98-'99 fuseerden Mevoc Meerbeke en Vokajap Ninove. De resterende damessectie van Vokajap werd ondergebracht bij de Mevocploegen en voor het eerst in zijn geschiedenis vulde Mevoc alle reeksen in bij dames en heren. Het bestuur legde eveneens de laatste hand aan de jeugdwerking door pre-volley (vijf- tot negenjarigen) en volleystartsessies (negen- tot elfjarigen) in te lassen. Als wachtkamer voor de hoofdploeg riep het bestuur een tweede herenteam in het leven. Hier zouden de youngsters de kans krijgen ervaring op te doen en langzaam te rijpen. Ten slotte kregen ook recreanten voortaan de kans om in een professioneel kader hun favoriete sport te beoefenen.

### Op naar divisie
In het begin van de 21st eeuw kende Mevoc zijn beste seniorengeneratie tot nu toe. De dames stegen naar 1ste provinciale en werden daar een vaste waarde. De heren werden op vier jaar tijd drie keer kampioen en stegen zo van 2de provinciale naar 1ste divisie. De talentvolle generatie verliet de club na het seizoen 2007-2008 waardoor de plaats in 1ste divisie ingeruild moest worden tegen een plaats in 2de divisie.

### Beachvolley
Door de stijgende populariteit van het beachvolley en de aanleg van volwaardige beachvolleybalpleinen in Ninove werd in 2011 de beachvolleyclub NinoBeach opgericht.

## Bekende (ex-)spelers
- Charlotte Coppin
- Justine Delanote
- Lotte De Quick
- Tine De Quick
- Axelle Longeval